# Liste der Bischöfe von Münster

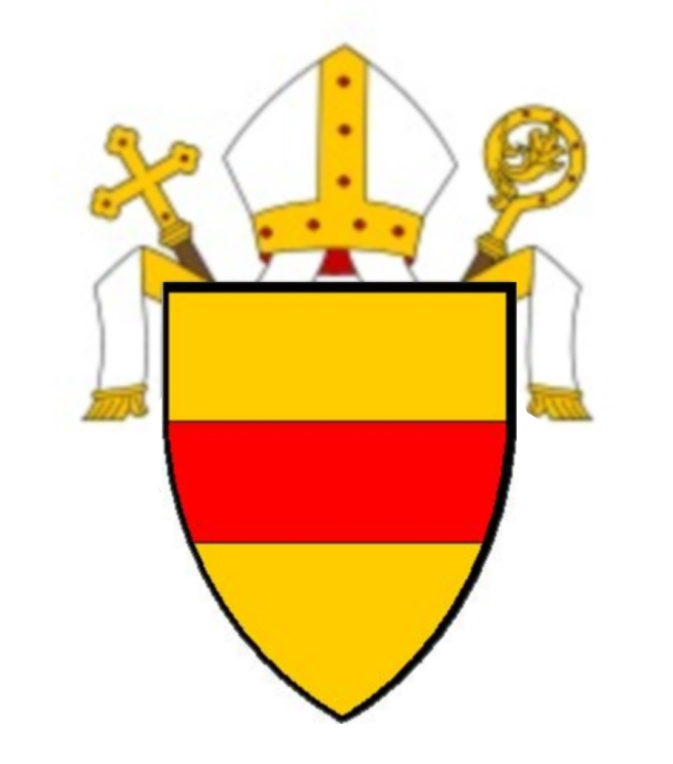
Bistumswappen

Diese Liste enthält alle Personen, die das Amt des Bischofs von Münster bekleideten.
Dabei existiert keine einheitliche Zählweise bei der Nummerierung der Bischöfe, was auf zwei Gegebenheiten zurückzuführen ist: So ist umstritten, ob der während der Stiftsfehde zwischen 1450 und 1457 von Papst Nikolaus V. ernannte, jedoch nie geweihte Walram von Moers in die Zählung mit einfließt. Dasselbe gilt für den Gegenkandidaten Erich I. von Hoya, der einen Tag vor der Wahl Walrams von Moers zum Stiftsverweser gewählt und im weiteren Verlauf vom Landtag in zwei Bittbriefen dem Papst als neuer Bischof vorgeschlagen wurde.
Ebenfalls umstritten ist die Zählung von Anton Viktor von Österreich, der 1801 vom Domkapitel bereits als neuer Bischof gewählt war, nach einer Intervention Preußens und der nicht erfolgten Ernennung durch Papst Pius VII. aber auf eigenen Wunsch von der Wahl zurücktrat.
Als Folge dieser verschiedenen Zählweisen haben seit der Gründung des Bistums durch den heiligen Liudger im Jahre 805 insgesamt 76, 77 oder 78 Personen das Amt des Bischofs von Münster bekleidet. Das Bistum selbst zählt, unabhängig von den Herrschaftsverhältnissen im Hochstift Münster, nur die geweihten und kanonisch gültigen Diözesanbischöfe, sodass Felix Genn seit 2009 der 76. Bischof von Münster ist.

## Liste der Bischöfe von Münster
In der nachfolgenden Liste gibt die mit „Nr.“ betitelte Spalte die offizielle Zählung durch das Bistum Münster wieder. Zahlen in Klammern markieren nicht mitgezählte Bischöfe. Graue Spalten mit kursivem Text markieren Gegenbischöfe, die ebenfalls nicht mit in die offizielle Zählung einfließen.
| Nr.   | Bild                                          | Name                                                          | von     | bis  | Anmerkungen |
| ----- | --------------------------------------------- | ------------------------------------------------------------- | ------- | ---- | --- |
| 1.    | Der heilige Liudger                           | Liudger                                                       | 805     | 809  | Gründer eines Klosters, aus dem die Stadt Münster und das gleichnamige Bistum hervorging; ebenfalls Gründer des Klosters Werden, Heiliger (Gedenktag: 26. März) |
| 2.    |                                               | Gerfried                                                      | 809     | 839  | Heiliger |
| 3.    | Der heilige Altfrid                           | Altfried                                                      | 839     | 849  | Fertigstellung der Liudgeridenkrypta des Klosters Werden, Heiliger |
| 4.    |                                               | Liutbert                                                      | 849     | 870  | Ursprünglich zum Erzbischof von Köln gewählt, anschließend mit dem Bistum Münster abgefunden. Gründung des Klosters Freckenhorst |
| 5.    |                                               | Berthold                                                      | 870     | 875  | Soll einer Legende nach das Bistum durch Bußen und Prozessionen vor einer Seuche bewahrt haben. |
| 6.    |                                               | Wolfhelm                                                      | vor 882 | 899  | Genauer Zeitpunkt der Ernennung unbekannt |
| 7.    |                                               | Nidhard                                                       | 899     | 922  | Mitunterzeichner des Bonner Vertrages |
| 8.    |                                               | Rumhold                                                       | 922     | 941  | |
| 9.    |                                               | Hildebold                                                     | 941     | 969  | |
| 10.   |                                               | Dodo                                                          | 969     | 993  | Initiator des zweiten Dombaus zu Münster |
| 11.   |                                               | Swidger                                                       | 993     | 1011 | Heiliger (Gedenktag: 19. November), Heiligsprechung vermutlich 1652 |
| 12.   |                                               | Dietrich I.                                                   | 1011    | 1022 | |
| 13.   |                                               | Siegfried von Walbeck                                         | 1022    | 1032 | Von 1009 bis 1022 Abt des Klosters Berge bei Magdeburg |
| 14.   |                                               | Hermann I.                                                    | 1032    | 1042 | Gründung des Stifts Überwasser |
| 15.   |                                               | Rudbert                                                       | 1042    | 1063 | |
| 16.   |                                               | Friedrich I.                                                  | 1064    | 1084 | Zeitweise Suspension 1076 nach Forderung der Absetzung von Papst Gregor VII. |
| 17.   |                                               | Erpho                                                         | 1085    | 1097 | Gründung mehrerer Kirchen in Münster; Unterstützer Heinrichs IV. im Investiturstreit, Heiliger (Gedenktag: 9. November) |
| 18.   |                                               | Burchard von Holte                                            | 1098    | 1118 | Eingesetzt durch Heinrich IV.; beteiligt bei der Gefangennahme von Papst Paschalis II. |
| 19.   |                                               | Dietrich II. (Dietrich von Winzenburg)                        | 1118    | 1127 | Vertreibung durch Heinrich V.; bei der anschließenden Belagerung und Eroberung der Stadt Münster brannte der St.-Paulus-Dom vollständig aus |
| 20.   |                                               | Egbert                                                        | 1127    | 1132 | Förderer und Reformator von Klöstern und Stiften; zudem Gesandter im Rahmen der Reichspolitik |
| 21.   |                                               | Werner von Steußlingen                                        | 1132    | 1151 | |
| 22.   |                                               | Friedrich II. (Friedrich von Are)                             | 1152    | 1168 | Ausbau des Hochstifts Münster zu einer Territorialherrschaft |
| 23.   |                                               | Ludwig I. (Ludwig I. von Wippra)                              | 1169    | 1173 | Maßgeblich beteiligt bei der Entstehung von St. Ludgeri |
| 24.   | Hermann II. von Katzenelnbogen                | Hermann II. (Hermann von Katzenelnbogen)                      | 1174    | 1203 | Erster Fürstbischof von Münster; Gründung der münsterschen Pfarreien St. Ludgeri, St. Martini, St. Aegidii und St. Servatii; Verleihung der Stadtrechte an Coesfeld und Warendorf |
| 25.   |                                               | Otto I.                                                       | 1203    | 1218 | aus dem Oldenburger Grafenhaus; Zeitweise Gefangennahme durch Otto IV.; Teilnahme am Kreuzzug von Damiette; nicht zu verwechseln mit dem Grafen Otto I. von Oldenburg |
| 26.   |                                               | Dietrich III. (Dietrich von Isenberg)                         | 1218    | 1226 | Grundsteinlegung zum dritten Dombau zu Münster; beteiligt an der Verschwörung zur Ermordung des Kölner Erzbischofs Engelbert I. und Absetzung durch Papst Honorius III. |
| 27.   |                                               | Ludolf von Holte                                              | 1226    | 1247 | Verleihung der Stadtrechte an Ahlen, Beckum, Telgte und Warendorf |
| 28.   |                                               | Otto II. (Otto von Lippe)                                     | 1247    | 1259 | Begründer des Niederstifts Münster |
| 29.   |                                               | Wilhelm I. von Holte                                          | 1259    | 1260 | |
| 30.   |                                               | Gerhard von der Mark                                          | 1261    | 1272 | Bischof Gerhard weihte 1264 den St.-Paulus-Dom in Münster ein und war ein Förderer des Franziskanerklosters in Münster, das er unter das Patrozinium der heiligen Katharina von Siena stellte. |
| 31.   |                                               | Everhard von Diest                                            | 1275    | 1301 | Weitreichende Zugeständnisse und Machtverlust an die Stadt Münster, dagegen Machtausbau im sonstigen Oberstift; erste Judenverfolgung während seiner Amtszeit in Münster (1287) |
| 32.   |                                               | Otto III. (Otto von Rietberg)                                 | 1301    | 1306 | |
| 33.   |                                               | Konrad I. (Konrad von Berg)                                   | 1306    | 1310 | |
| 34.   |                                               | Ludwig II. (Ludwig Landgraf von Hessen)                       | 1310    | 1357 | Zeitweise Gefangennahme durch Adolf II. von der Mark; Verschuldung durch Zahlung eines Lösegelds und der Bredevoorter Fehde; Verleihung von Stadtrechten an Billerbeck, Dülmen, Ramsdorf, Rheine und Sendenhorst; Bischof mit der längsten Regentschaft                                                                                 |
| 35.   |                                               | Adolf III. von der Mark als Adolf I. von Münster              | 1357    | 1363 | Von 1363 bis 1364 Erzbischof von Köln, von 1368 bis 1394 Graf von Kleve und von 1391 bis 1393 Graf von der Mark |
| 36.   |                                               | Johann I. (Johann I. von Virneburg)                           | 1363    | 1364 | Ursprünglich als Erzbischof von Köln gewählt, jedoch von Papst Urban V. nicht ernannt. Stattdessen mit dem Bistum Münster entschädigt; Von 1364 bis 1371 Bischof von Utrecht |
| 37.   |                                               | Florenz von Wevelinghoven                                     | 1364    | 1379 | Rückgewinnung der Stadt Bocholt; von 1379 bis 1393 Bischof von Utrecht |
| 38.   |                                               | Potho von Pothenstein                                         | 1379    | 1382 | 1381 Wechsel auf den Bischofsstuhl in Schwerin; konnte dort seine Regentschaft nicht antreten |
| 39.   |                                               | Heidenreich Wolf von Lüdinghausen                             | 1382    | 1392 | Stiftung der bis heute abgehaltenen Großen Prozession in Münster |
| 40.   |                                               | Otto IV. von Hoya                                             | 1392    | 1424 | Von 1410 bis 1424 zudem Administrator des Bistums Osnabrück |
| 41.   |                                               | Heinrich II. (Heinrich von Moers)                             | 1424/25 | 1450 | Gewählt 31. Oktober 1424, geweiht am 14. März 1425 |
| (42.) |                                               | Walram von Moers                                              | 1450    | 1456 | Die Ernennung durch Papst Nikolaus V. ist umstritten, da der zum Stiftsverweser gewählte Johann von Hoya sowie die Stadt Münster und einige Domherren seinen Bruder Erich zum Bischof gewählt haben. Walram von Moers wurden zudem zwei Morde sowie weitere schwere Verbrechen vorgeworfen. Ausbruch der Stiftsfehde als direkte Folge. |
| (42.) |                                               | Erich II. von Hoya als Erich I. von Münster                   | 1450    | 1457 | Gegenbischof zu Walram von Moers |
| 42.   |                                               | Johann von Pfalz-Simmern                                      | 1457    | 1466 | Kompromisswahl im Rahmen der Beilegung der Stiftsfehde. Von 1466 bis 1475 Erzbischof von Magdeburg |
| 43.   |                                               | Heinrich XXVII. von Schwarzburg als Heinrich III. von Münster | 1466    | 1496 | Von 1463 bis 1496 ebenfalls Erzbischof von Hamburg-Bremen |
| 44.   |                                               | Konrad VI. von Rietberg als Konrad II. von Münster            | 1497    | 1508 | Von 1482 bis 1508 ebenfalls Bischof von Osnabrück |
| 45.   |                                               | Erich I. von Sachsen-Lauenburg                                | 1508    | 1522 | Zuvor von 1502 bis 1503 Bischof von Hildesheim |
| 46.   |                                               | Friedrich III. von Wied                                       | 1522    | 1532 | Erhielt nie die Bischofsweihe; Beginn der Reformation und Aufstieg der Täufer in Münster |
| 47.   | Erich von Braunschweig-Grubenhagen            | Erich von Braunschweig-Grubenhagen                            | 1532    | 1532 | Von 1503 bis 1532 zudem Bischof von Osnabrück und Paderborn; erster Bischof aller drei westfälischen Bistümer in Personalunion |
| 48.   | Franz von Waldeck                             | Franz von Waldeck                                             | 1532    | 1553 | Von 1532 bis 1553 ebenfalls Bischof von Osnabrück; Niederschlagung des Täuferreichs von Münster |
| 49.   |                                               | Wilhelm Ketteler                                              | 1553    | 1557 | Rücktritt vom Amt, nachdem eine erneute Bestätigung seiner Wahl zum Bischof durch Papst Paul IV. nicht gewährt wurde. |
| 50.   |                                               | Bernhard von Raesfeld                                         | 1557    | 1566 | |
| 51.   | Johannes von Hoya                             | Johann II. (Johannes von Hoya)                                | 1566/67 | 1575 | Gewählt am 26. November 1566; Von 1553 bis 1574 ebenfalls Bischof von Osnabrück, von 1568 bis 1574 zudem Bischof von Paderborn |
| 52.   | Johann Wilhelm von Jülich-Kleve               | Johann Wilhelm von Jülich-Kleve                               | 1574    | 1585 | Mit elf Jahren zum jüngsten Bischof von Münster gewählt; seit 1580 Administrator des Bistums; Abdankung zugunsten von Ernst von Bayern 1585; Herzog von Kleve-Mark und Jülich-Berg von 1592 bis 1609 |
| 53.   | Ernst von Bayern                              | Ernst von Bayern                                              | 1585    | 1612 | Zudem Bischof von Freising (1566–1612), Hildesheim (1573–1612), Lüttich (1581–1612) sowie Erzbischof von Köln (1583–1612); weiterhin Fürstabt von Malmedy und Stablo (1581–1612) |
| 54.   | Ferdinand I.                                  | Ferdinand von Bayern als Ferdinand I. von Münster             | 1612    | 1650 | Maßgeblicher Förderer von Hexenprozessen; ebenfalls Bischof von Hildesheim (1612–1650), Lüttich (1612–1650) und Paderborn (1618–1650) sowie Erzbischof von Köln (1612–1650); weiterhin Fürstabt von Malmedy und Stablo (1612–1650) sowie Fürstpropst von Berchtesgaden                                                                  |
| 55.   | Christoph Bernhard von Galen                  | Christoph Bernhard von Galen                                  | 1650    | 1678 | Wegen seiner kriegerischen Auseinandersetzungen auch bekannt als Bommen Berend (Bomben-Bernd); Unterwerfung der Stadt Münster nach anhaltenden Konflikten und zwei Belagerungen; Förderer eines geordneten Schulwesens im Münsterland                                                                                                   |
| 56.   | Ferdinand von Fürstenberg                     | Ferdinand II. (Ferdinand von Fürstenberg)                     | 1678    | 1683 | Reformator in der Zeit nach dem Dreißigjährigen Krieg; von 1661 bis 1683 zudem Bischof von Paderborn |
| 57.   | Maximilian Heinrich von Bayern                | Maximilian Heinrich von Bayern                                | 1683    | 1688 | 1683 zum Bischof von Münster gewählt, jedoch nicht von Papst Innozenz XI. bestätigt; zudem Bischof von Lüttich (1650–1688) und Hildesheim (1650–1688) sowie Erzbischof von Köln (1650–1688); weiterhin Fürstabt von Malmedy und Stablo (1657) sowie Fürstpropst von Berchtesgaden (1650–1688)                                           |
| 58.   | Friedrich Christian von Plettenberg           | Friedrich Christian von Plettenberg                           | 1688    | 1706 | Blütezeit des Hochstifts unter seiner Regentschaft; Bau mehrerer Schlösser, unter anderem das als „westfälisches Versailles“ bezeichnete Schloss Nordkirchen |
| 59.   | Franz Arnold von Wolff-Metternich zur Gracht  | Franz Arnold von Wolff-Metternich zur Gracht                  | 1707    | 1718 | Wahl zum Bischof erfolgte nach Bestechung vieler Domherren; von 1704 bis 1718 ebenfalls Bischof von Paderborn |
| 60.   | Clemens August I.                             | Clemens August I. von Bayern                                  | 1719    | 1761 | Bau des Max-Clemens-Kanals; zudem Bischof von Regensburg (1716–1719), Hildesheim (1724–1761), Paderborn (1719–1761) und Osnabrück (1728–1761) sowie Erzbischof von Köln (1723–1761); weiterhin Propst von Altötting (1715–1722) und Hochmeister im Deutschen Orden (1732–1761)                                                          |
| 61.   | Maximilian Friedrich von Königsegg-Rothenfels | Maximilian Friedrich von Königsegg-Rothenfels                 | 1762    | 1784 | Erbauer des fürstbischöflichen Schlosses in Münster; zudem Erzbischof von Köln von 1761 bis 1784 |
| 62.   | Maximilian Franz von Österreich               | Maximilian Franz von Österreich                               | 1784    | 1801 | Reformator im Sinne der Aufklärung und letzter Fürstbischof von Münster; zudem Erzbischof von Köln (1784–1801) sowie Hochmeister im Deutschen Orden (1780–1801) |
| (63.) | Anton Viktor von Österreich                   | Anton Viktor von Österreich                                   | 1801    | 1801 | Gewählt durch das Domkapitel am 9. September 1801; Nicht-Anerkennung der Wahl durch Preußen am 15. September 1801; Rücktritt Anton Viktors am 19. Oktober 1801 |
| –     |                                               | Sedisvakanz                                                   | 1801    | 1820 | Besetzung und Säkularisation des Hochstifts. Kapitularvikar bis 1807 Franz von Fürstenberg, danach Clemens August Droste zu Vischering. Kaiserlich ernannter Bischof und 2., de facto regierender Kapitularvikar Ferdinand August von Spiegel 1813–1815. Weihbischof Kaspar Maximilian Droste zu Vischering.                            |
| 63.   | Ferdinand von Lüninck                         | Ferdinand III. (Ferdinand von Lüninck)                        | 1820    | 1825 | Ebenfalls Bischof von Corvey von 1794 bis 1825 |
| 64.   | Kaspar Maximilian Droste zu Vischering        | Kaspar Maximilian Droste zu Vischering                        | 1825    | 1846 | |
| 65.   |                                               | Bernard Georg Kellermann                                      | 1846    | 1847 | Starb noch vor Amtseinführung |
| 66.   | Johann Georg Müller                           | Johann Georg Müller                                           | 1847    | 1870 | Erwerb der Santini-Sammlung für die Diözesanbibliothek; Abgeordneter in der Frankfurter Nationalversammlung |
| 67.   | Johannes Bernhard Brinkmann                   | Johannes Bernhard Brinkmann                                   | 1870    | 1889 | 1875 von Preußen für abgesetzt erklärt |
| 68.   | Hermann Jakob Dingelstad                      | Hermann Jakob Dingelstad                                      | 1889    | 1911 | |
| 69.   | Felix von Hartmann                            | Felix Kardinal von Hartmann                                   | 1911    | 1912 | Von 1912 bis 1919 Erzbischof von Köln; zudem Vorsitzender der Fuldaer Bischofskonferenz von 1914 bis 1919 |
| 70.   | Johannes Poggenburg                           | Johannes Poggenburg                                           | 1913    | 1933 | Berufung von Clemens August Graf von Galen zum Pfarrer von St. Lamberti; Titularerzbischof von Nicopsis von 1930 bis 1933 |
| 71.   | Clemens August Graf von Galen                 | Clemens August Kardinal Graf von Galen                        | 1933    | 1946 | Widerstand gegen die Nationalsozialisten durch öffentliches Auftreten gegen die Tötung sogenannten „lebensunwerten Lebens“; auch bekannt als Löwe von Münster; Ernennung zum Kardinal am 18. Februar 1946; Seligsprechung 2005 |
| 72.   |                                               | Michael Keller                                                | 1947    | 1961 | Verantwortlich für den Wiederaufbau des St.-Paulus-Doms nach dem Zweiten Weltkrieg |
| 73.   |                                               | Joseph Kardinal Höffner                                       | 1962    | 1969 | Von 1969 bis 1987 Erzbischof von Köln und von 1976 bis 1987 Vorsitzender der Deutschen Bischofskonferenz; Ehrentitel als Gerechter unter den Völkern (2003) |
| 74.   | Heinrich Tenhumberg                           | Heinrich Tenhumberg                                           | 1969    | 1979 | Neugliederung des Bistums (1973) |
| 75.   | Reinhard Lettmann                             | Reinhard Lettmann                                             | 1980    | 2008 | Zum Zeitpunkt seines Rücktritts dienstältester Bischof in Deutschland |
| 76.   | Felix Genn                                    | Felix Genn                                                    | 2009    | 2025 | Zuvor von 2003 bis 2008 Bischof von Essen |